# دینو پسکاریو
 دینو پسکاریو (انگلیسی: Dinu Pescariu؛ زاده ۱۲ آوریل ۱۹۷۴) یک تنیس‌باز اهل رومانی است. 

## جنجال
در ۱۰ اکتبر ۲۰۱۷، اداره ملی مبارزه با فساد رومانی اعلام کرد که دینو پسکاریو در پرونده تصاحب پایگاه ورزشی "Cutezatorii" در بخارست تحت پیگرد قانونی قرار  خواهد گرفت. وی تحت کنترل قضایی تحت تحقیق قرار گرفت که به طور غیرقانونی پایگاه ورزشی را تصاحب کرده و طبق گزارشات هزینه اجاره بسیار کمتری نسبت به نرخ بازار برای آن پرداخت کرده است.